# Karang Tanding (Penukal Utara)
Karang Tanding is een bestuurslaag in het regentschap Muara Enim van de provincie Zuid-Sumatra, Indonesië. Karang Tanding telt 1376 inwoners (volkstelling 2010).